# ベルグマン計量
ベルグマン計量 (ベルグマンけいりょう、Bergman metric) は、微分幾何学において、ある種の複素多様体上に定義できるエルミート計量である。ベルグマン核から導かれるのでそのように呼ばれる。名称はステファン・ベルグマン (Stefan Bergman) にちなむ。

## 定義
{\displaystyle G\subset {\mathbb {C} }^{n}} を領域とし、{\displaystyle K(z,w)} を G 上のベルグマン核とする。接束 {\displaystyle T_{z}{\mathbb {C} }^{n}} 上のエルミート計量を、z ∈ G に対し
{\displaystyle g_{ij}(z):={\frac {\partial ^{2}}{\partial z_{i}\,\partial {\bar {z}}_{j}}}\log K(z,z)}
と定義する。すると接ベクトル {\displaystyle \xi \in T_{z}{\mathbb {C} }^{n}} の長さは
{\displaystyle \left\vert \xi \right\vert _{B,z}:={\sqrt {\sum _{i,j=1}^{n}g_{ij}(z)\xi _{i}{\bar {\xi }}_{j}}}}
によって与えられる。この計量が G 上のベルグマン計量と呼ばれる。
（区分）C1 曲線 {\displaystyle \gamma \colon [0,1]\to {\mathbb {C} }^{n}} の長さは
{\displaystyle \ell (\gamma )=\int _{0}^{1}\left\vert {\frac {\partial \gamma }{\partial t}}(t)\right\vert _{B,\gamma (t)}dt}
と計算される。すると2点 p, q ∈ G の距離 {\displaystyle d_{G}(p,q)} は
{\displaystyle d_{G}(p,q):=\inf\{\ell (\gamma )\mid {\text{ all piecewise }}C^{1}{\text{ curves }}\gamma {\text{ such that }}\gamma (0)=p{\text{ and }}\gamma (1)=q\}}
と定義される。距離 dG はベルグマン距離と呼ばれる。
G が有界領域であればベルグマン計量は実は各点において正定値行列である。より重要なことには、距離 dG は G から別の領域 G′ への双正則写像のもとで不変である。つまり、f: G → G′ が双正則であれば、{\displaystyle d_{G}(p,q)=d_{G'}(f(p),f(q))} が成り立つ。